# Ditha novaeguineae
Ditha novaeguineae är en spindeldjursart som beskrevs av Beier 1965. Ditha novaeguineae ingår i släktet Ditha och familjen Tridenchthoniidae. Inga underarter finns listade i Catalogue of Life.